# Laura Neboli
Laura Neboli (Gavardo, Brescia, Italia, 14 de marzo de 1988) es una exfutbolista y entrenadora italiana. Jugaba como defensa y fue internacional con la selección de su país. Actualmente dirige al 1. FFC Recklinghausen alemán.

## Trayectoria como futbolista
Comenzó a jugar en 2003 en el Bardolino, con el que debutó en la Copa de Europa. En 2005 pasó al Reggiana. Tras 5 temporadas en este club, en 2010 fichó por el Tavagnacco, y al año siguiente dio el salto a la Bundesliga alemana, en el Duisburgo, donde se retiró en 2015.

### Selección nacional
En 2008 debutó con la selección italiana. Fue convocada para las Eurocopas 2009 y 2013. 

#### Participaciones en Eurocopas
| Eurocopa               | Sede      | Resultado        |
| ---------------------- | --------- | ---------------- |
| Eurocopa Femenina 2009 | Finlandia | Cuartos de final |
| Eurocopa Femenina 2013 | Suecia    | Cuartos de final |

## Trayectoria como entrenadora
Tras el retiro como futbolista, se convirtió en la entrenadora de las divisiones inferiores de su último equipo, el Duisburgo. En 2016, pasó a entrenar al SGS Essen II, donde se quedó durante cuatro años. En 2020, fue contratada por el 1. FFC Recklinghausen.

## Clubes

### Como futbolista
| Club           | País     | Año         |
| -------------- | -------- | ----------- |
| Bardolino      | Italia   | 2003 - 2005 |
| Reggiana       | Italia   | 2005 - 2010 |
| Tavagnacco     | Italia   | 2010 - 2011 |
| 2001 Duisburgo | Alemania | 2011 - 2013 |
| MSV Duisburgo  | Alemania | 2013 - 2015 |

### Como entrenadora
| Club                    | País     | Año         |
| ----------------------- | -------- | ----------- |
| MSV Duisburgo (juvenil) | Alemania | 2015 - 2016 |
| SGS Essen II            | Alemania | 2016 - 2020 |
| 1. FFC Recklinghausen   | Alemania | 2020 - act. |

## Palmarés

### Campeonatos nacionales
| Título      | Club      | País   | Año         |
| ----------- | --------- | ------ | ----------- |
| Serie A     | Bardolino | Italia | 2014 - 2015 |
| Copa Italia | Reggiana  | Italia | 2009 - 2010 |